# Station Axel
Station Axel (Ax) was een station aan de spoorlijn 54 Mechelen - Terneuzen. Het station van Axel was geopend van 27 oktober 1871 tot 7 oktober 1951. Tot 1968 vond er nog goederenverkeer plaats. De spoorlijn werd opgebroken in 1984 en het stationsgebouw werd gesloopt in 1968. De Oude Spoorbaan en de Stationsstraat in Axel herinneren nog aan het spoorverleden.